# Vive le vélo fietsroutes
De Vive le vélo fietsroutes zijn zes lusvormige fietsroute in de Belgische provincie West-Vlaanderen. De toeristische fietsroutes doet verschillende locaties met wielergeschiedenis en verschillende toeristische plekken aan. De routes zijn vernoemd naar het televisieprogramma Vive le vélo.
De zes lussen starten allen aan de IJzer in Diksmuide. 
De blauwe en de rode lus zijn bewegwijzerd met rechthoekige bordjes welke onder de borden van het fietsroutenetwerk hangen. De andere lussen volgen de fietsknooppunten van dit netwerk.

## Blauwe lus
De blauwe lus is 28 kilometer lang en gaat door plaatsen als Sint-Jacobskapelle, Lampernisse, Pervijze en komt ook langs de Dodengang. Aan het begin en eind van de route wordt de IJzer gevolgd.

## Rode lus
De rode lus is 53 kilometer lang en gaat door plaatsen als Koekelare, Kortemark, Handzame, Werken, Zarren, Houthulst, Klerken en voert over de helling Ruidenberg en enkele klimmetjes op de Midden-West-Vlaamse Heuvelrug. Ook gaat de route na Klerken over de kasseien van de Steenstraat.

## Roze lus
De roze lus is 63 kilometer lang en gaat door plaatsen als Oostkerke, Lampernisse, Avekapelle, Veurne, Koksijde, Oostduinkerke-Bad, Nieuwpoort-Bad, Nieuwpoort, Sint-Joris, Stuivekenskerke. Tussen Nieuwpoort-Bad en Diksmuide volgt de route grotendeels de IJzer.

## Groene lus
De groene lus is 105 kilometer lang en gaat door plaatsen als Koekelare, Ichtegem, Wijnendale, Brugge, Oostkamp, Waardamme, Ruddervoorde, Torhout, Kortemark, Zarren en gaat na Zarren over de kasseien van de Steenstraat.

## Oranje lus
De oranje lus is 123 km lang en gaat door plaatsen als Zarren, Hooglede, Roeselare, Izegem, Ingelmunster, Ooigem, Harelbeke, Kuurne, Kortrijk, Bissegem, Gullegem, Moorsele, Dadizele, Beselare, Zonnebeke, Poelkapelle, Langemark, Jonkershove en gaat na de start in Diksmuide over de kasseien van de Steenstraat en over de Hoogledeberg. Tussen Roeselare en Ooigem volgt de route het Kanaal Roeselare-Leie en tussen Ooigem en Bissegem grotendeels de Leie. In Roeselare ligt het museum KOERS en in Passendale het Passchendaele Museum.

## Paarse lus
De paarse lus is 171 kilometer lang en gaat door plaatsen als Klerken, Westrozebeke, Passendale, Zonnebeke, Zillebeke, Ieper, Voormezele, Wijtschate, Mesen, Dranouter, Loker, Westouter, Reningelst, Poperinge, Westvleteren, Pollinkhove, Alveringem, Wulveringem, Houtem, Bulskamp, Veurne, Steenkerke, Zoutenaaie, Lampernisse, Sint-Jacobskapelle. De lus gaat over in het begin over diverse hellingen van de Midden-West-Vlaamse Heuvelrug als de Stadenberg en de Zeugenberg. Daarna volgt het West-Vlaams Heuvelland met hellingen als Hill 62, Helling van Wijtschate, Kemmelberg (en afdaling Monteberg), Baneberg (en afdaling Schomminkelberg) en de flank van de Sulferberg. Ook gaat de route door De Moeren. 